# Санкт-Петербургский регион Октябрьской железной дороги
Санкт-Петербургский регион обслуживания (он же Санкт-Петербургское территориальное управление ОЖД) — территориальное управление Октябрьской железной дороги. Образован на базе ликвидированного 31 декабря 2010 года на основании приказа ОАО «РЖД» № 160 от 21 октября 2010 года Санкт-Петербургского отделения Октябрьской железной дороги в ходе общей реформы компании.

## История
Санкт-Петербургское было создано на основании Постановления Правительства РФ, приказа Министерства путей сообщения и приказа начальника Октябрьской ж. д. № 55 от 28.03.94 г. об упразднении Ленинград-Московского и Ленинград-Финляндского отделений и создания Санкт-Петербургского отделения.
В 1996 году, в связи с ликвидацией Бологовского отделения, присоединены участки Малая Вишера — Окуловка и Окуловка — Неболчи, с 2000 года из состава отделения выведены участки Будогощь — Пестово, Окуловка — Неболчи и Кабожа — Горны.

## Характеристика
На сегодняшний день[когда?] эксплуатационная длина путей отделения 2170 км, в том числе:
- 1564 км — однопутные,
- 579,2 км — двухпутные,
- 46,5 км — трехпутные,
- 254,6 км — подъездных путей.

Электрифицировано 58 % путей отделения.
По объёму выполняемой работы Санкт-Петербургское отделение относится к первой категории и является погрузочным отделением. Отделение обеспечивает третью часть от общих объёмов погрузки Октябрьской железной дороги. Среднемесячная погрузка на отделении составляет более 3 млн тонн грузов. Основные виды грузов — инертно-строительные, нефтеналивные, лесные.
В состав отделения входят 4 внеклассные (Санкт-Петербург-Сортировочный-Московский, Санкт-Петербург-Финляндский, Кириши, Выборг), 3 портовые станции (Выборг, Высоцк, Лисий Нос), 4 грузовые, 4 пассажирские, 16 участковых, 152 промежуточные.

## Территория
Предприятия отделения дороги расположены на территории нескольких субъектов РФ (Санкт-Петербург, Ленинградская область, Новгородская область и республика Карелия). Отделение включает следующие районы (некоторые лишь частично): Курортный, Приморский, Выборгский, Красногвардейский, Невский, Центральный, Фрунзенский, Колпинский районы Санкт-Петербурга, Выборгский, Приозерский, Всеволожский, Кировский, Тосненский и Киришский районы Ленинградской области, Лахденпохский район республики Карелия, а также несколько районов Новгородской области: Батецкий, Маловишерский, Новгородский, Окуловский, Чудовский.
Санкт-Петербургское отделение граничит:
- с Финляндией:
  - по станции Светогорск (станция входит в состав Санкт-Петербургского отделения Октябрьской железной дороги)
  - по станции Бусловская (станция входит в состав Санкт-Петербургского отделения Октябрьской железной дороги)
  - по станции Сювяоро (станция входит в состав Санкт-Петербургского отделения Октябрьской железной дороги, не работает с 1991 года, однако числится как действующая)
- с Московским отделением Октябрьской железной дороги (ДИРЕГ-1):
  - по станции Окуловка (станция входит в состав Санкт-Петербургского отделения Октябрьской железной дороги)
- с Санкт-Петербург — Витебским отделением Октябрьской железной дороги (ДИРЕГ-2):
  - по станции Волковская (станция входит в состав Санкт-Петербург — Витебского отделения Октябрьской железной дороги)
  - по станции Купчинская (станция входит в состав Санкт-Петербург — Витебского отделения Октябрьской железной дороги)
  - по станции Батецкая (станция входит в состав Санкт-Петербург — Витебского отделения Октябрьской железной дороги)
  - по станции Новолисино (станция входит в состав Санкт-Петербургского отделения Октябрьской железной дороги)
- с Петрозаводским отделением Октябрьской железной дороги (ДИРЕГ-4):
  - по станции Элисенваара (станция входит в состав Санкт-Петербургского отделения Октябрьской железной дороги)
- с Волховстроевским отделением Октябрьской железной дороги (ДИРЕГ-6):
  - по остановочному пункту Плитняки (остановочный пункт входит в состав Волховстроевского отделения Октябрьской железной дороги)
  - по станции Пороги (станция входит в состав Волховстроевского отделения Октябрьской железной дороги)
  - по станции Будогощь (станция входит в состав Волховстроевского отделения Октябрьской железной дороги)
  - по станции Окуловка (станция входит в состав Санкт-Петербургского отделения Октябрьской железной дороги)[2]

Санкт-Петербургское отделение обслуживает следующие линии:
- Волковская — Дача Долгорукова — Пискарёвка — Девяткино — Парголово
- Волковская — Санкт-Петербург-Сортировочный-Московский
- Купчинская — Обухово
- Купчинская — Рыбацкое
- Санкт-Петербург-Московский — Окуловка
- Санкт-Петербург-Московский — Войбокало
- Дача Долгорукова — Горы
- Заневский Пост — Ржевка
- Заневский Пост — Нева
- Мга — Невдубстрой
- Мга — Новолисино
- Мга — Будогощь
- Стекольный — Тосно
- Тосно — Шапки
- Чудово-Московское — Пороги
- Чудово-Московское — Новгород-на-Волхове
- Новолисино — Новгород-на-Волхове
- Новгород-на-Волхове — Батецкая
- Пискарёвка — Невская Дубровка
- Мельничный Ручей — Ладожское Озеро
- Санкт-Петербург-Финляндский — Бусловская
- Санкт-Петербург-Финляндский — Сестрорецк — Белоостров
- Санкт-Петербург-Финляндский — Приморск — Выборг
- Санкт-Петербург-Финляндский — Кушелевка — Элисенваара
- Попово — Высоцк
- Выборг — Хийтола
- Каменногорск I — Светогорск
- Выборг — Вещево (недействующая)
- Элисенваара — Сювяоро (законсервирована)[3]

## Инфраструктура

### Депо
Локомотивные и моторвагонные депо: Санкт-Петербург-Пассажирский Московский (ТЧ-2), Санкт-Петербург-Пассажирский Московский (ТЧЭ-8), Санкт-Петербург-Сортировочный-Московский (ТЧ-7), Металлострой (ТЧ-10), Выборг (ТЧ-11), Санкт-Петербург-Финляндский (ТЧЭ-12), Волхов (ТЧ-16), Малая Вишера (ТЧ-19), Санкт-Петербург-Финляндский (ТЧЭ-20).
Вагонные и вагоноремонтные депо: Малая Вишера (ВЧД-4), Санкт-Петербург-Сортировочный Московский (ВЧДР-5, ВЧДЭ-6), Санкт-Петербург-Пассажирский Московский (ВЧД-8), Тосно (ВЧДР-15).

### Предприятия
Дистанции инфраструктуры: Новгородская (ИЧ-3 «Южная»)
Дистанции пути: Маловишерская (ПЧ-7), Санкт-Петербург-Московская (ПЧ-10), Санкт-Петербург-Финляндская (ПЧ-14), Зеленогорская (ПЧ-17), Выборгская (ПЧ-18), Мгинская (ПЧ-29)
Дистанции сигнализации, централизации, блокировки и связи: Чудовская (ШЧ-5), Санкт-Петербург-Сортировочный Московская (ШЧ-6), Санкт-Петербург-Пассажирская Московская (ШЧ-7), Санкт-Петербург-Финляндская (ШЧ-11), Выборгская (ШЧ-13)
Дистанции электрификации и электроснабжения: Санкт-Петербург-Московская (ЭЧ-3), Санкт-Петербург-Финляндская (ЭЧ-5), Мгинская (ЭЧ-14)
Дистанции гражданских сооружений, водоснабжения и водоотведения: Санкт-Петербург-Московская (НГЧ-3), Санкт-Петербург-Финляндская (НГЧ-5)